# P2PTV

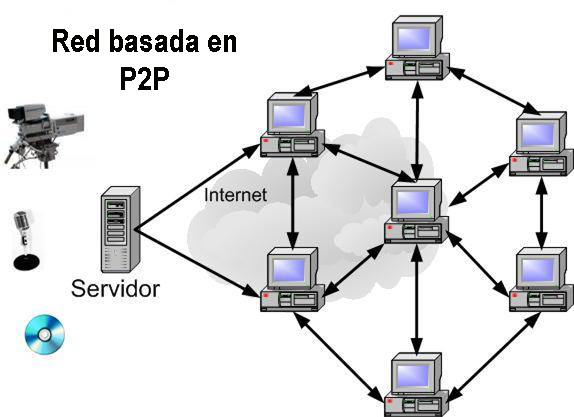

P2PTV는 P2P 기술을 사용하여, 전 세계에 동영상을 전송하는 소프트웨어를 말한다.
P2P 기술을 사용함으로써 얻을 수 있는 이점은, 일반적인 P2P 소프트웨어와 유사하다. 각각의 노드는 다운로드와 업로드를 동시에 하여, 다른 사용자에게 기여 할 수 있다. 동영상의 품질은 얼마나 많은 사용자가 그 방송을 보고 있는 가에 좌우된다.
많은 P2PTV 소프트웨어는 비트토렌트 기술을 사용하고 있다.

## 주요 소프트웨어
- 아프리카 (대한민국)
- Alluvium
- CoolStreaming
- Cybersky-TV
- Feidian
- Octoshape
- PeerCast (일본)
- PPLive (중국)
- TVants (중국)
- TVUPlayer
- Zattoo
- P2PTV 보관됨 2007-01-02 - 웨이백 머신

## 같이 보기
- 디지털 텔레비전
- 멀티캐스트
- 휴대용 소프트웨어
- 푸시 기법
- 서비스형 소프트웨어
- 스트리밍
- 웹캐스트
- 웹 텔레비전